# Mentzelia mexicana
Mentzelia mexicana är en brännreveväxtart som beskrevs av H.J. Thompson och Zavortink. Mentzelia mexicana ingår i släktet Mentzelia och familjen brännreveväxter. Inga underarter finns listade i Catalogue of Life.